# Chelwatschauri
Chelwatschauri (georgisch ხელვაჩაური) ist ein Stadtteil von Batumi und ehemals eigenständige Minderstadt in der Autonomen Republik Adscharien im Westen Georgiens.

Blick von Südosten über den Fluss Tschorochi auf Chelwatschauri

Chelwatschauri liegt in der Kachaberi-Ebene am rechten Ufer des Flusses Tschorochi, etwa acht Kilometer südlich des Stadtzentrums von Batumi.
In Chelwatschauri befindet sich der Verwaltungssitz der gleichnamigen Munizipalität; der Ort selbst gehört jedoch nicht mehr zur Munizipalität.
Das Gebiet der Stadt war seit der Steinzeit immer besiedelt. Der Name Chelwatschauri geht auf den Familiennamen Chelwatschadse zurück, der aus dem Ort stammt. Der Ort erhielt 1966 den Status einer Siedlung städtischen Typs, entsprechend einer heutigen Minder- oder Kleinstadt (georgisch daba, დაბა), und wurde Sitz eines Rajons, aus dem die spätere Munizipalität hervorging. Zum 1. Januar 2013 wurde Chelwatschauri – wie auch die nordöstlich von Batumi an der Küste des Schwarzen Meeres gelegene Minderstadt Machindschauri und 14 umliegende Dörfer – aus der Munizipalität herausgelöst und in die unmittelbar der Autonomen Republik unterstellte Stadt Batumi eingegliedert. Bei der letzten Volkszählung vor der Eingemeindung hatte Chelwatschauri 6143 Einwohner (2002).